# Jardim (Mato Grosso do Sul)
Jardim – miasto i gmina w Brazylii, w stanie Mato Grosso do Sul.